# Meningodora
Meningodora is een geslacht van kreeftachtigen uit de klasse van de Malacostraca (hogere kreeftachtigen).

## Soorten
- Meningodora compsa (Chace, 1940)
- Meningodora longisulca Kikuchi, 1985
- Meningodora marptocheles (Chace, 1940)
- Meningodora miccyla (Chace, 1940)
- Meningodora mollis Smith, 1882
- Meningodora vesca (Smith, 1886)